# Alba Corse
A.S.D. Alba Corse o Alba Corse es un fabricante italiano, con sede en Sicilia, de prototipos deportivos destinados a campeonatos de Carrera de montaña y Sport prototipo.

## Historia
Alba Corse nació en Ciminna, un municipio de la ciudad metropolitana de Palermo en 2013 por Giuseppe Alba, después de una intensa actividad en el mundo del automovilismo tanto como piloto como preparador de automóviles. En 2001, Onofrio Alba a bordo de un prototipo P1 con secuencial autoconstruida comienza a dar los primeros resultados. En 2009 ganó el título de campeón siciliano. En 2010 hizo su debut con un P2 construido por él. En ese año ganó el título de campeón del grupo prototipo siciliano. En 2012, Alba decidió crear su propio automóvil, el Alba SPS.

## Automóviles
Alba Corse produjo los siguientes prototipos:
- Alba SPS (2013)
- Alba SPR (2016)
- Alba Evo Sport (2018)

## Motores
El primer prototipo de la casa, el Alba SPS, está propulsado por un motor Suzuki de 1000 cc, mientras que los otros automóviles producidos (Alba SPR y Alba Alba Evo Sport), tienen un motor Kawasaki 1400.